# Can Deu (Granollers)
Can Deu és una obra eclèctica de Granollers (Vallès Oriental) protegida com a Bé Cultural d'Interès Local.

## Descripció
Es tracta d'un edifici de notables dimensions amb tres façanes i una mitgera. L'immoble té l'aspecte d'una gran caixa que ve reforçat per la disposició de la façana en la qual es repeteix sempre un mateix mòdul vertical. Es distingeixen tres franges horitzontals -la balustrada de remat de l'edifici, els dos pisos on hi ha els balcons i la part dels baixos. La planta baixa ha estat molt alterada per la presència de marquesines i rètols que actualment s'han substituït a través de reformes encertades que han recuperat la imatge original de l'edifici.